# Serenity (britská hudební skupina)
Serenity (v překladu z angličtiny klid, pokoj, vyrovnanost) byla britská doom metalová kapela založená v roce 1994 v anglickém městě Bradford.
Debutové studiové album s názvem Then Came Silence vyšlo v roce 1995 u francouzského vydavatelství Holy Records. V roce 1996 vyšla druhá regulérní deska Breathing Demons a poté se kapela rozpadla.

## Diskografie
Dema
- Demo 1994 (1994)

Studiová alba
- Then Came Silence (1995)[1]
- Breathing Demons (1996)